# Fritz van Emden
Isidore Fritz van Emden (* 3. Oktober 1898 in Amsterdam; † 2. September 1958 in London) war ein deutsch-britischer Entomologe.

## Leben und Tätigkeit
Emden zog mit seiner Familie 1900 nach Deutschland. Nach dem Schulbesuch studierte er von 1918 bis 1922 Naturwissenschaften an der Universität Leipzig. 1921 promovierte er  mit einer von Johannes Meisenheimer betreuten Arbeit zur Brutpflege zum Dr. rer. nat. Er legte das Staatsexamen ab und unterrichtete kurzzeitig an der Nicolai-Schule in Leipzig, wandte sich dann aber einer Karriere als Entomologe zu.
Van Emden arbeitete zuerst bei Walther Horn am Deutschen Entomologischen Institut in Berlin und später in Halle. Zum 1. April 1927 wurde er als Kurator für Entomologie am Staatlichen Museum für Tierkunde und Völkerkunde in Dresden eingestellt.
Nach dem Machtantritt der Nationalsozialisten im Frühjahr 1933 wurde Emden als „Halbjude“ auf Grundlage des Berufsbeamtengesetzes zum 30. September 1933 aus dem Staatsdienst entfernt.
1936 siedelte van Emden nach Großbritannien über. Dort lebte er zunächst von einem Stipendium der Society for the Protection of Science and Learning. Im November 1937 fand er eine Anstellung als Taxinomist am Imperial Institute of Entomology. Dort war er mit der Erforschung von Fliegen (calyptrate Diptera) befasst. Privat galt sein Hauptinteresse indessen den Käfern, über die er in seiner Freizeit umfangreiche Forschungen anstellte und zahlreiche Arbeiten in Fachzeitschriften veröffentlichte. Als seine Spezialität galt die Larvensystematik der Insekten (vor allem der Käfer).
Von den nationalsozialistischen Polizeiorganen wurde van Emden nach seiner Emigration als Staatsfeind eingestuft: Im Frühjahr 1940 setzte das Reichssicherheitshauptamt in Berlin ihn auf die Sonderfahndungsliste G.B., ein Verzeichnis von Personen, die im Falle einer erfolgreichen deutschen Invasion Großbritanniens durch die Sonderkommandos der SS-Einsatzgruppen mit besonderer Priorität ausfindig gemacht und verhaftet werden sollten.

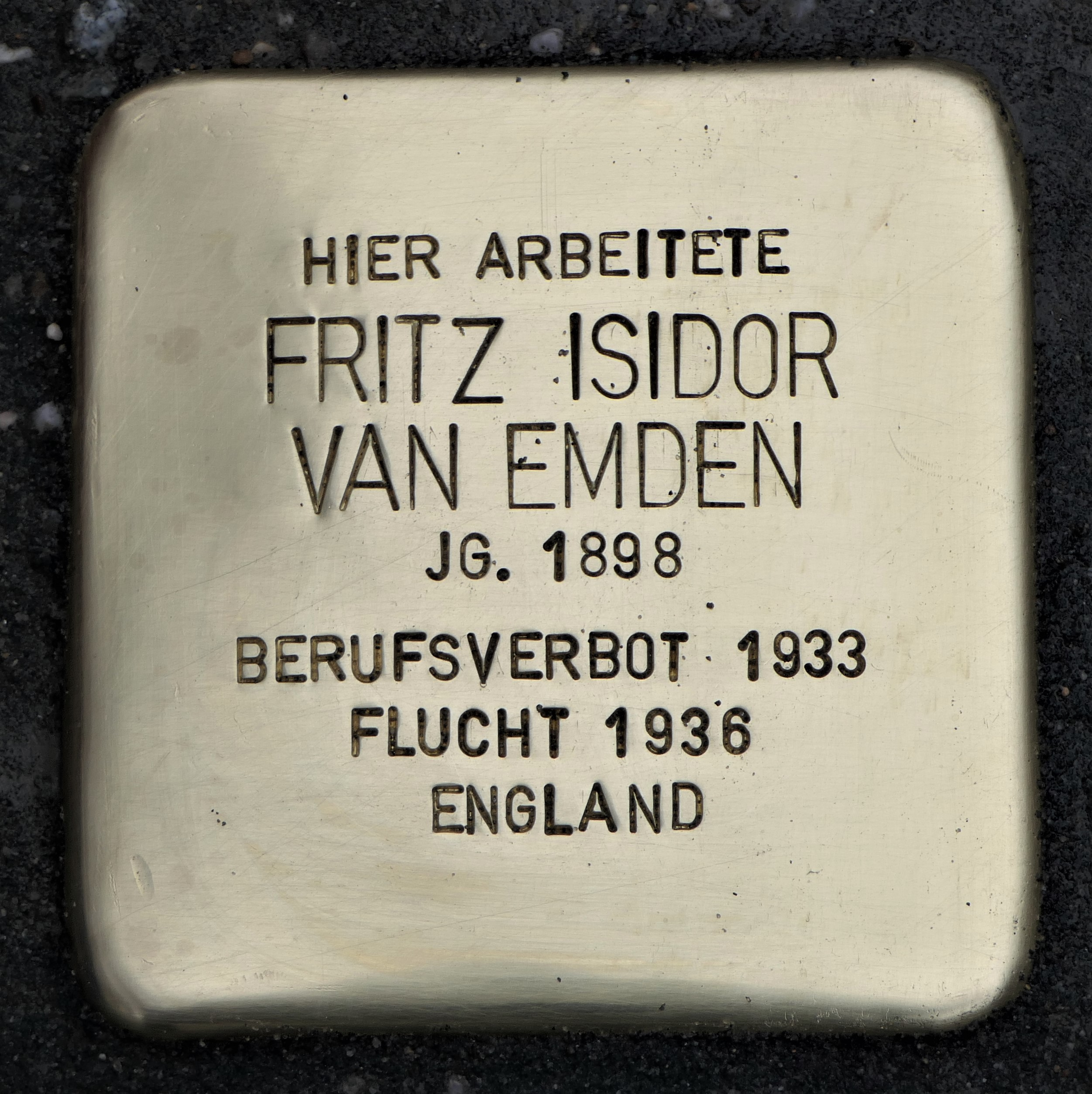
Stolperstein für Fritz van Emden in Dresden

## Schriften
- Zur Kenntnis der Brutpflege von Asellus aquaticus nebst Bemerkungen über die Brutpflege anderer Isopoden, 1922.
- Ein Beitrag zur Kenntnis der Lebensgeschichte des Malvenflohkäfers (Podagrica fuscicornis L.), 1929.
- 3. Wanderversammlung Deutscher Entomologen in Giessen (22.–26.5.1929), 1929. (zusammen mit Walther Horn)
- Über die erbliche Bindung von Latenzen an Jahreszeiten, 1933.
- Die tierischen Schädlinge des Weinstockes, der Beerenstärucher und der Erdbeere, 1936.
- Larvae of British Beetles, 7 Teile, 1939 bis 1949.
- Abschnitte zu Tachinidae und Calliphoridae in den Handbooks for the Identification of British Insects der Royal Entomological Society of London